# Clardea leguati
Clardea leguati är en insektsart som beskrevs av Frederick Arthur Godfrey Muir 1925. Clardea leguati ingår i släktet Clardea och familjen Tropiduchidae. Inga underarter finns listade i Catalogue of Life.